# سيدني في. ستراتون
سيدني في. ستراتون (بالإنجليزية: Sidney V. Stratton)‏ هو مهندس معماري أمريكي، ولد في 8 أغسطس 1845، وتوفي في 17 يونيو 1921.